# 심창초등학교
심창초등학교는 대한민국 전북특별자치도 김제시에 있는 공립 초등학교였다.

## 학교 연혁
- 1940. 05. 06	심창초등학교로 개교
- 1995. 03. 01	농어촌 학교 지정
- 1997. 03. 01	열린교육 도지정 시범학교 지정
- 1999. 11. 15	안전교육 시범학교 지정
- 2009. 03. 01	전라북도 교육청 지정 교원능력개발평가 선도학교 운영
- 2015. 03. 01	어울림학교지정운영
- 2023. 09. 01	제 35대 강지영 교장 취임
- 2024. 02. 08	제 79회 졸업식 (3명 졸업, 5282명)
- 2024. 03. 01	심창초등학교 2학급 편성
- 2025. 02. 28  폐교[1] 및 진봉초등학교 통폐합, 85년만에 폐교